# Charles Haquet
Pour les articles homonymes, voir Haquet.
Charles Haquet, né en 1966, est un journaliste et écrivain français, auteur de romans policiers.

## Biographie
Rédacteur en chef à L'Express, responsable du service Monde depuis 2020, il a été grand reporter pendant plus de 15 ans. Spécialisé en économie et en politique internationale, il est l'auteur de nombreux reportages en Europe de l'est et en Asie.
Il a reçu le Prix Louise-Weiss du journalisme européen pour son reportage sur la montée du salafisme dans les Balkans, paru dans L'Express en mai 2017.
En 2022, L'Express et son service Monde ont reçu le Grand Prix de la presse internationale pour leur couverture de l'actualité étrangère, notamment de la guerre en Ukraine. Paru le 24 août 2022, le numéro spécial "Nous les Ukrainiens" s'est vu décerner le Prix du meilleur hors-série par le magazine Stratégies et le Grand Prix des médias "Hors série et numéro spécial" par le magazine CB News,.
En littérature, il est l'auteur de romans policiers historiques situés au Japon à l'ère Meiji (de 1868 à 1912).
Son roman Les Fauves d'Odessa, un thriller fondé sur une enquête dénonçant le milieu crapuleux de l'industrie agroalimentaire mondiale, a remporté le prix du roman d'aventures en 2014.

## Œuvre

### Romans
- L'Œil du Daruma, éditions du Masque, coll. « Labyrinthes » no 89, 2001
- La Geisha de Yokohama, éditions du Masque, coll. « Labyrinthes » no 140, 2005
- Crime au Kabuki, éditions du Masque, coll. « Labyrinthes » no 152, 2006
- Cargo, éditions du Masque, 2007 ; réédition, éditions du Masque, coll. « Masque poche » no 64, 2015
- Le Samouraï d'Urakami, éditions du Masque, coll. « Labyrinthes » no 200, 2012
- Les Fauves d'Odessa, éditions du Masque, coll. « Masque poche » no 48, 2014  - Prix du roman d'aventures
- Intrigue au Kodokan, éditions du Masque - coll. « Masque poche », 2020

### Essais
- Bréviaire des petits plaisirs honteux, Hugo et Compagnie, 2010 ; réédition sous le titre Inventaire des petits plaisirs honteux, mais utiles pour supporter le quotidien en temps de crise, J'ai lu, 2014 (avec Bernard Lalanne)
- Procès du grille-pain et autres objets qui nous tapent sur les nerfs, Mercure de France, 2014 (avec Bernard Lalanne) ; réédition chez Folio en 2016[7]
- Tyrannie du mot de passe et autres petits tracas de notre temps, Mercure de France, 2017 (avec Bernard Lalanne)

### Document
- La cité silencieuse, JC Lattès, 2022 (avec les photographies de Jean-François Fourmond et le podcast en six épisodes de Xavier Jolly). Ce travail a donné lieu à une exposition à l'Orangerie du Sénat du 1er au 12 juin 2023.

### Pièces radiophoniques
- Requiem pour une geisha - 2003 (France Culture)
- Rétrospective - 2006 (France Inter)
- Meurtre à Bollywood - 2008 (France Inter)
- Il y a 100 ans, Paris sous les eaux - 2010 (France Inter)
- Le fabuleux destin d'Herminie Cadolle - 2011 (France Inter)
- Clémentine, l'invitée de Noël - 2011 (France Inter)
- Le cossard sur le toit - 2012 (France Inter)
- Sexus horribilis - 2012 (France Inter)
- Viktor Lustig, l'homme qui vendit la tour Eiffel - 2012 (France Inter)
- Paul Morand, l'homme pressé au service de Pétain - 2018 (France Inter)